# 小行星210
小行星210（210 Isabella）是一颗围绕太阳公转的小行星。1879年11月12日，約翰·帕利薩在普拉描述了此天体。
这颗小行星的绝对星等为9.33等。位于火星和木星之間的小行星帶。它的體積較大，而成分則類似于富碳的球粒隕石。
此小行星被列爲罰神星族一員。

## 相关條目
- 小行星列表/10001-11000

## 外部連結
- Asteroid Lightcurve Database (LCDB) （页面存档备份，存于）, query form (info （页面存档备份，存于）)
- Dictionary of Minor Planet Names, Google books
- Discovery Circumstances: Numbered Minor Planets (10001)-(15000) （页面存档备份，存于） – Minor Planet Center
- 小行星210 at AstDyS-2, Asteroids—Dynamic Site
  - Ephemeris · Observation prediction · Orbital info · Proper elements · Observational info
- NASA JPL小天體瀏覽器上的小行星210

| 前一小行星： 小行星209 | 小行星列表 | 後一小行星： 小行星211 |